# Przenośny przeciwlotniczy zestaw rakietowy

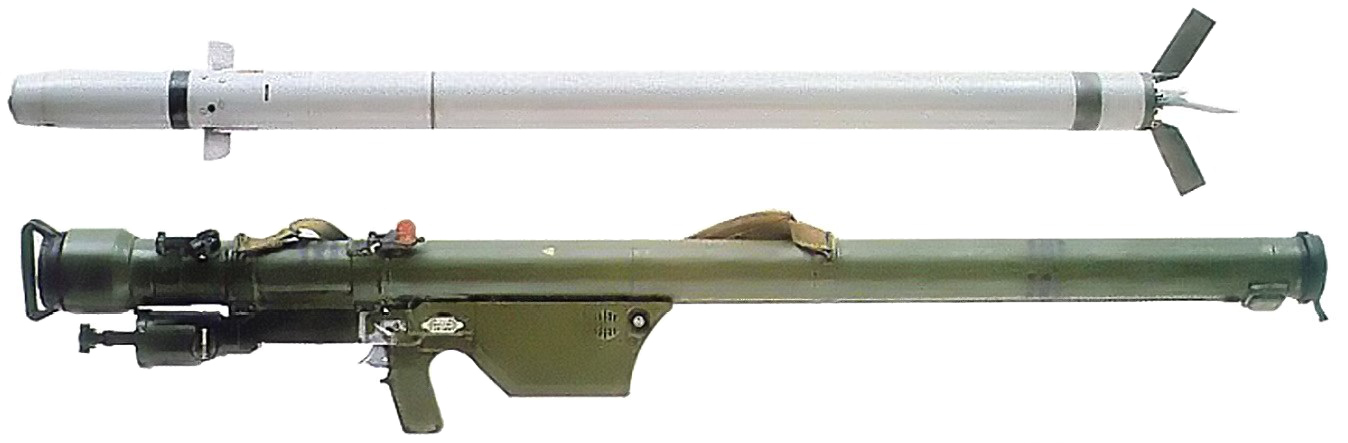
Przenośny przeciwlotniczy zestaw rakietowy Strieła-2

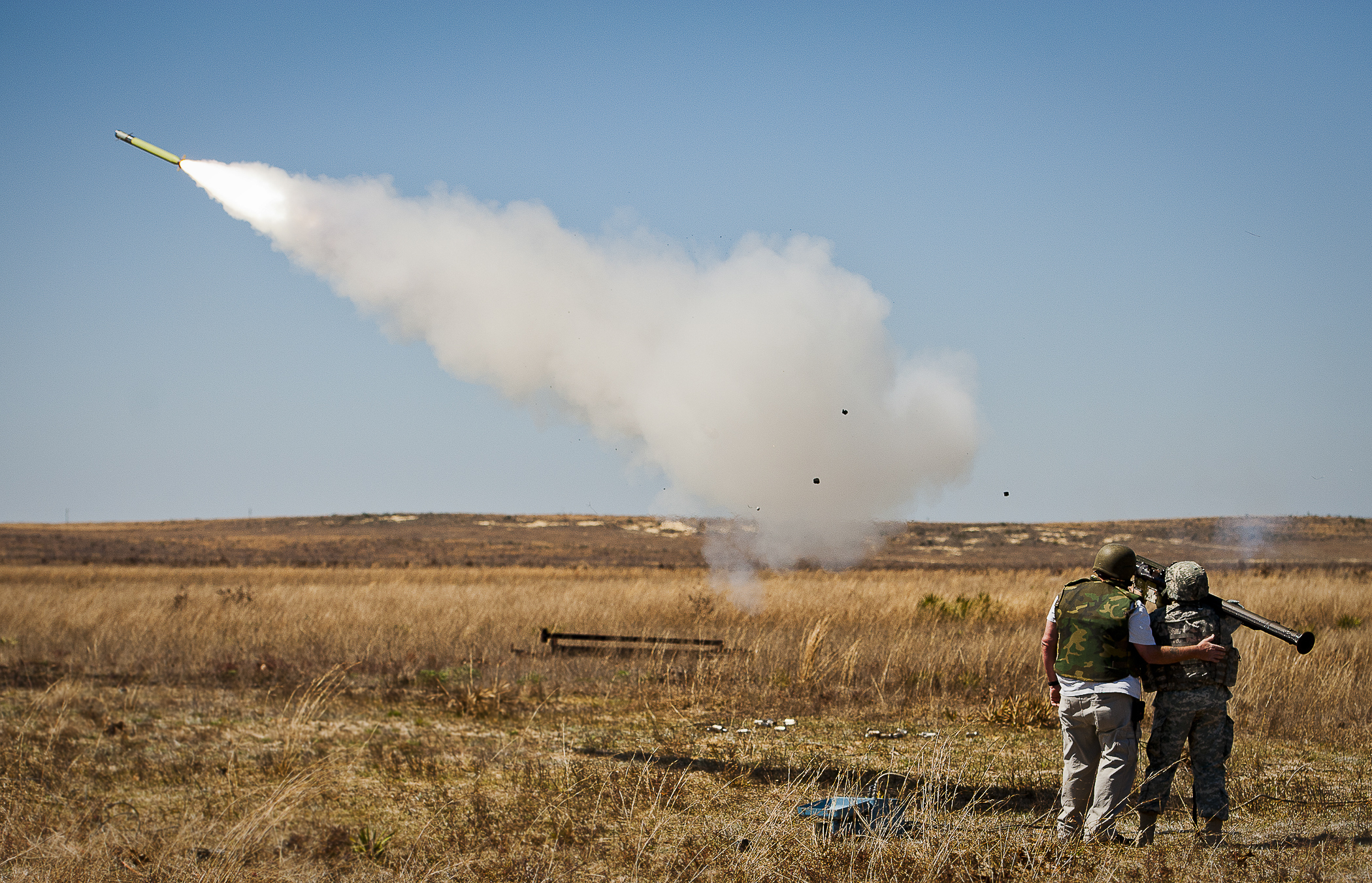
Żołnierz strzelający z wyrzutni FIM-92 Stinger

Przenośny przeciwlotniczy zestaw rakietowy (skr. ppzr) – ręczna wyrzutnia rakietowa rażąca cele lekkimi rakietowymi pociskami przeciwlotniczymi. Przeznaczona jest do zwalczania wzrokowo obserwowalnych celów powietrznych (np. samolotów, śmigłowców i innych obiektów emitujących promieniowanie z zakresu widmowego podczerwieni). Zazwyczaj broń tego typu wykorzystuje naprowadzanie pocisku za pomocą podczerwieni, istnieją też rakiety przeciwlotnicze naprowadzane za pomocą wiązki lasera.
Ze względu na zagrożenie dla lotnictwa cywilnego (zwłaszcza możliwością wykorzystania do ataków terrorystycznych), jej posiadanie i międzynarodowy handel jest ściśle kontrolowany. Monitorowane jest także tempo i kierunki rozprzestrzeniania się tej broni, głównie niewykorzystywanych egzemplarzy – pozostałości po lokalnych konfliktach np. rakiet FIM-92 Stinger po wojnie afgańskiej toczonej w latach 1979–1989.

## Przykłady broni ppzr
- Grom (Polska)
- Piorun (Polska)
- Mistral (Francja)
- RBS 70 (Szwecja)
- FIM-43 Redeye (Stany Zjednoczone)
- FIM-92 Stinger (Stany Zjednoczone)
- 9K32 „Strieła-2” (Rosja)
- 9K36 „Strieła-3” (Rosja)
- 9K38 „Igla” (Rosja)
- 9K310 „Igla-M” (Rosja)
- Blowpipe (Wielka Brytania)
- Javelin (Wielka Brytania)
- Starburst (Wielka Brytania)
- Starstreak (Wielka Brytania)
- Anza (Pakistan)
- Typ 91 (Japonia)
- Typ 93 (Japonia)
- KP-SAM Shin-Gung (Korea Południowa)
- HN-5 (Chiny)
- QW-1 (Chiny)
- QW-2 (Chiny)
- FN-6 (Chiny)